# Nesvačilka
Nesvačilka (en allemand : Neudorf) est une commune du district de Brno-Campagne, dans la région de Moravie-du-Sud, en République tchèque. Sa population s'élevait à 325 habitants en 2020.

## Géographie
Nesvačilka se trouve à 5 km au sud de Újezd u Brna, à 19 km au sud-est de Brno et à 202 km au sud-est de Prague.
La commune est limitée par Žatčany au nord-ouest, au nord et au nord-est, par Těšany au sud-est, et par Moutnice au sud-ouest.

## Histoire
La première mention écrite de la localité date de 1715.